# Александър Александров (лесовъд)
Вижте пояснителната страница за други личности с името Александър Александров.
Александър Хараланов Александров е български лесовъд, работил главно в областта на горската генетика, академик, директор на Института за гората, министър на околната среда в двете правителства на Андрей Луканов.

## Биография
Роден е на 24 септември 1938 г. в Стара Загора. Завършва гимназия в Шумен през 1956 г. Негов син е българският антрополог Харалан Александров.

### Научна кариера
През 1961 година завършва Висшия лесотехнически институт в София , след което работи в горското стопанство в Цонево и в опитна база във Велинград. През 1967 година защитава кандидатска степен и започва работа към Института за гората в София, а през 1984 година защитава и докторска степен. От 1986 година е заместник-директор, а от 1989 до 1993 година – директор на Института за гората, БАН.
От 1995 година е член-кореспондент, а от 2003 година – академик на Българската академия на науките, като през същата година отново оглавява Института за гората. През 1996 г. е избран за член на Евроазиатската академия на науките (IEAS), създадена две години по-рано в Минск по инициатива на Русия, Украйна и Беларус.

### Политическа кариера
Александров е член на Българската комунистическа партия от 1969 година. Министър е на околната среда в първото и второто правителство на Андрей Луканов.

## Скандали
В книгата на ст.н.с. д-р Зоя Гарелкова Засекретените гафове на академика от БАН, ИК „Огледало“, ISBN 978-954-8041-28-7 (2-ри изд.) се твърди, че акад. Ал. Александров е издал псевдомонография в чужбина, което според ст.н.с. Горелкова му дава възможност да заеме поста директор на Института за гората.